# 大才乡 (环江县)
大才乡，是中华人民共和国广西壮族自治区河池市环江毛南族自治县下辖的一个乡镇级行政单位。

## 行政区划
大才乡下辖以下地区：
大才社区、同进村、新坡村、大麻村、暧和村、三合村和重楼村。